# Axel Henrik Bille-Brahe
Axel Henrik baron Bille-Brahe (født 12. august 1858 i Hjelmslev ved Skanderborg, død 18. september 1935 i København) var en dansk adelig med titlen baron af Svanholm og jurist, der blandt andet fungerede som amtmand.
Bille Brahe blev student fra Herlufsholm i 1877 og blev cand.jur. fra Københavns Universitet i 1883. Han kom i 1886 til Indenrigsministeriet som assistent og blev i 1896 kongelig fuldmægtig i Landbrugsministeriet. I 1898 blev han ekspeditionssekretær i Ministeriet for offentlige Arbejder.
Han blev i 1898 konstitueret amtmand i Vejle Amt, 1903-1913 amtmand over Bornholms Amt og 1913-1928 amtmand over Sorø Amt.
I 1912 fik han titel af kammerherre. Han var desuden dannebrogsmand og kommandør af 1. grad af Dannebrog.